# Buprestis maculativentris
Buprestis maculativentris es una especie de escarabajo del género Buprestis, familia Buprestidae. Fue descrita científicamente por Say en 1825.
Mide 13-20 mm. La larva se alimenta de Abies, Picea, Pinus. El ciclo vital puede llevar más de dos años. Se encuentra en América del Norte, desde las montañas Rocosas hasta Canadá.